# Mouriscas
Mouriscas is een plaats (freguesia) in de Portugese gemeente Abrantes en telt 1 946 inwoners (2001).